# Listă de locuri desemnate pentru recensământ din statul Texas

Harta distribuției populației din statul din SUA.

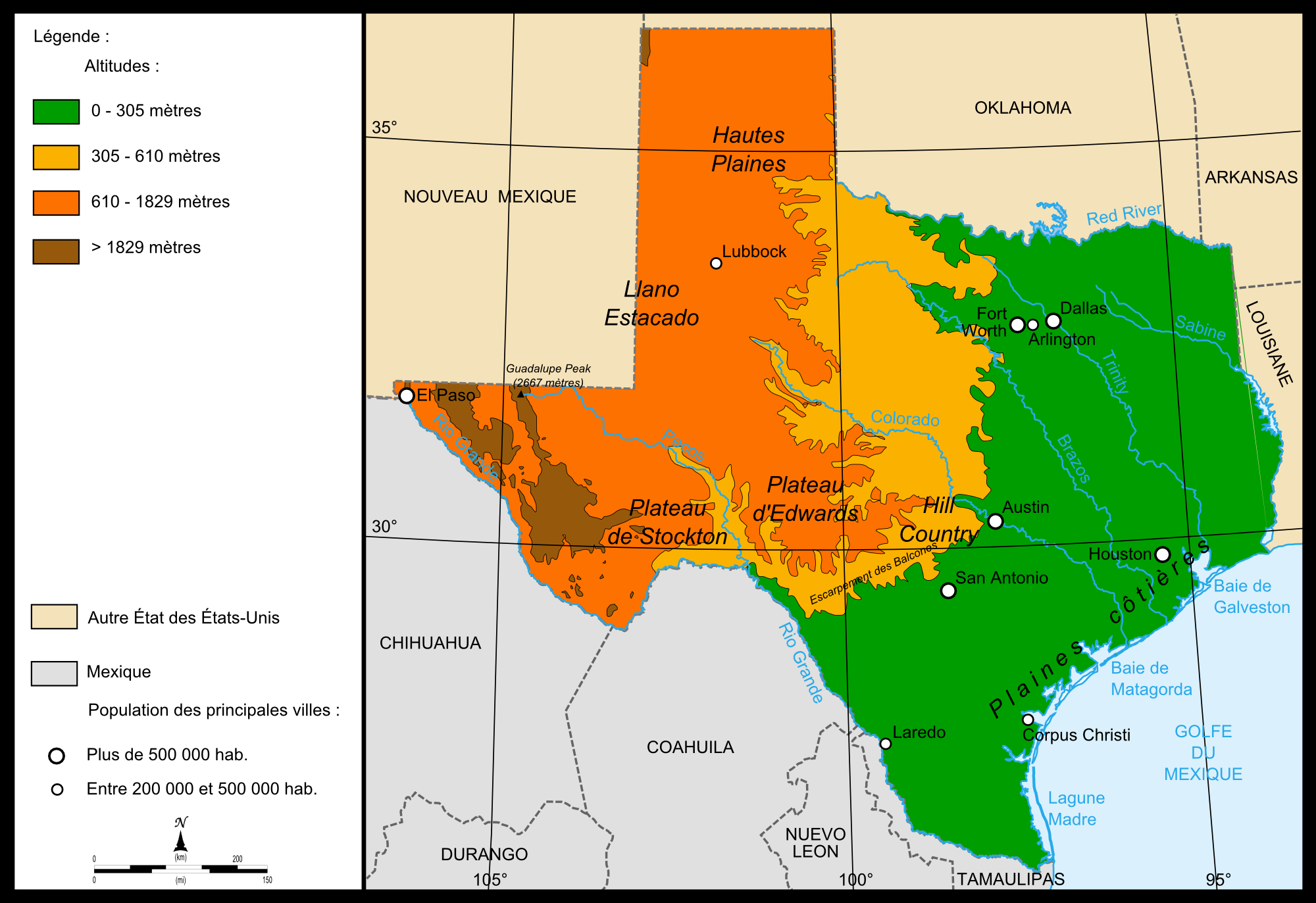
Harta formelor de relief ale statului Texas.

Harta regiunilor statului Texas.

- Prezenta pagină este o listă alfabetică a locurilor desemnate pentru recensământ (în engleză census-designated places) din statul  Texas din  Statele Unite ale Americiii.

- Vedeți și Listă de comitate din statul Texas
- Vedeți și Listă de orașe din statul Texas.
- Vedeți și Listă de târguri din statul Texas.
- Vedeți și Listă de comunități neîncorporate din statul Texas.
- Vedeți și Listă de localități dispărute din statul Texas.

, comitatul Bailey

## B
- Bula, comitatul Bailey

## C
- Camp Swift, comitatul Bastrop
- Circle D-KC Estates, comitatul Bastrop

## E
- Enochs, comitatul Bailey

## G
- Grassyville, comitatul Bastrop

## L
- Lakehills, comitatul Bandera

## M
- Maple, comitatul Bailey
- Medina, comitatul Bandera
- McDuff, comitatul Bastrop

## N
- Needmore, comitatul Bailey

## V
- Virginia City, comitatul Bailey

## W
- Wyldwood, comitatul Bastrop